# Synagogue de Honnef (1902-1938)

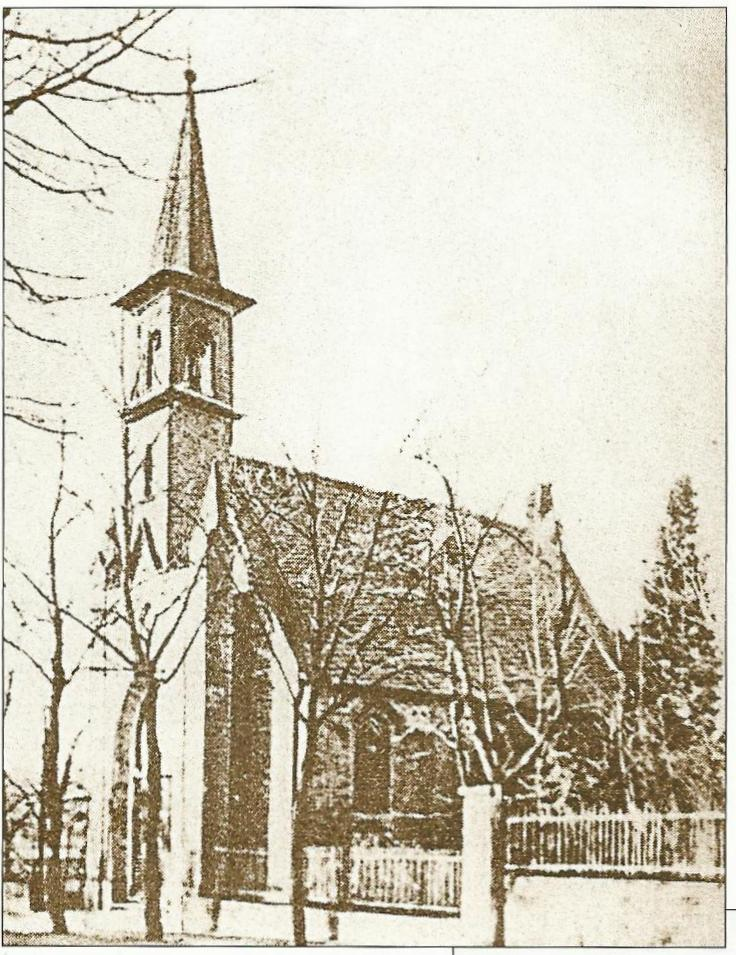
La chapelle avant sa transformation en synagogue (vers 1895).

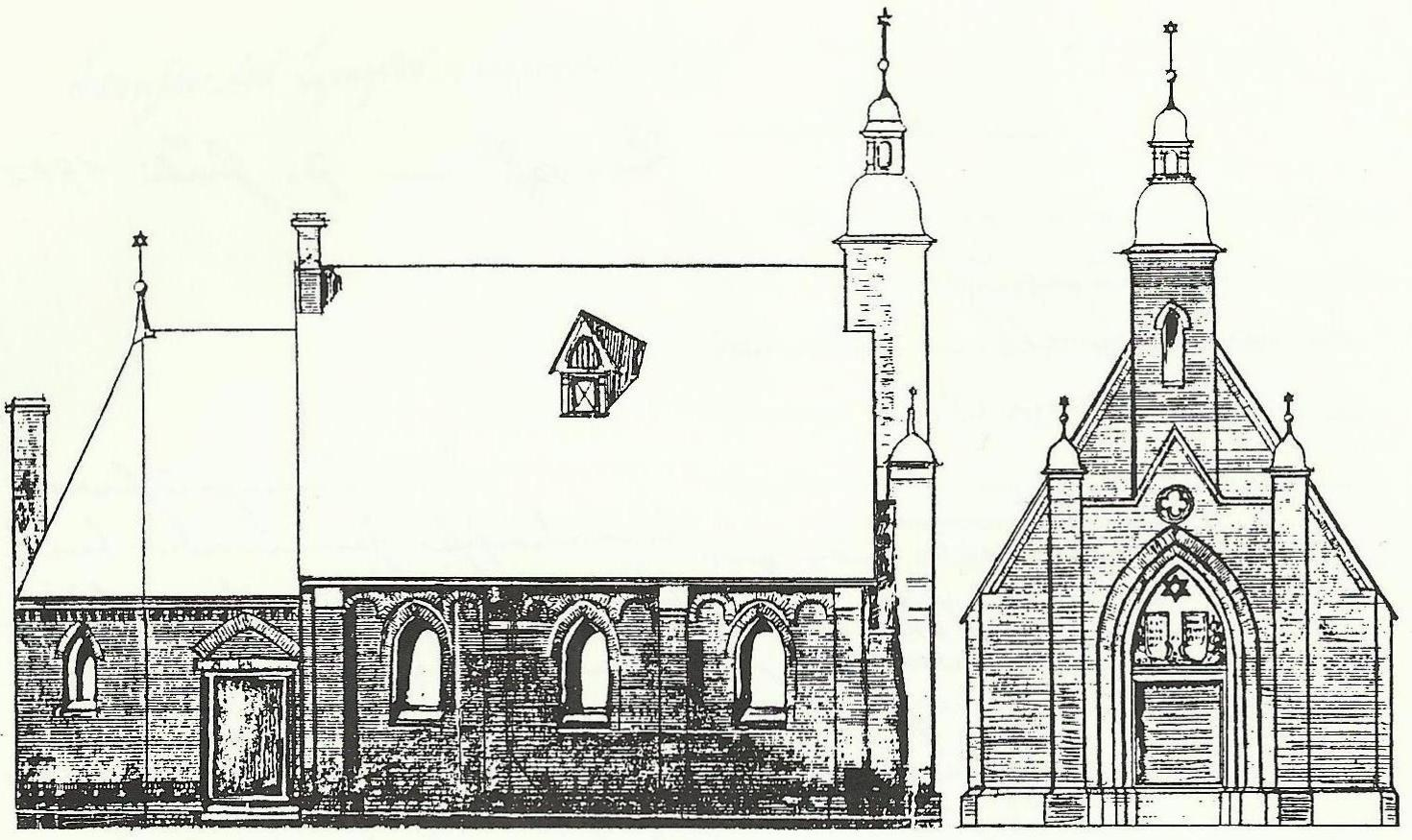
Plan de la transformation de 1902.

La synagogue de Honnef, située au 26 Linzer Straße, et inaugurée en 1902, a été détruite en 1938 lors de la Nuit de Cristal comme la plupart des autres lieux de culte juif en Allemagne.
Honnef, renommée Bad Honnef lors du réaménagement territorial de 1969, est une petite ville allemande, de l'arrondissement de Rhin-Sieg dans le district de Cologne, au sud du Land de Rhénanie-du-Nord-Westphalie, à environ quinze kilomètres au sud-est de Bonn. Elle compte actuellement légèrement plus de  25 000 habitants.

## Histoire de la communauté juive
Dans le village de Rhöndorf, appartenant à Honnef, des Juifs sont mentionnés pour la première fois en 1594, dans le registre des impôts du duché de Berg,. Peu de temps après, dans les années 1595 à 1597, ils font l'objet de trois expulsions et doivent s'installer temporairement chez leurs coreligionnaires à Rheinbreitbach, village distant de seulement quatre kilomètres, si bien qu'à la fin du XVIe siècle, une seule communauté regroupe les Juifs de Honnef et ceux de Rheinbreitbach. Elle possède une salle de prière à Rheinbreitbach, située dans un bâtiment à l'arrière de la maison du 20 Hauptstraße. Un cimetière juif est installé dans le village de Selhof à partir de 1666.  
En 1683, trois familles juives vivent à Honnef, dans les villages rattachés de Mülheim et Bondorf. Sur la base d'enquêtes réalisées en 1744, 1749, 1770, 1774 et 1806, le nombre de familles juives à Honnef varie entre deux et quatre. En 1817, on compte treize Juifs, puis dix-huit en 1834, vingt-six en 1846. 
En 1853, la communauté juive commune à Honnef et Rheinbreitbach est dissoute en raison de la nouvelle organisation des communautés à l'intérieur des districts et arrondissements. La communauté juive d'Honnef est alors rattaché à celle de Königswinter, puis à partir de 1863-1864 à celle du district de Siegburg (Siegkreis). 
En 1861, la communauté juive de Honnef compte vingt-neuf membres, et lors de la guerre franco-allemande de 1870, celle-ci est forte de trente-et-une personnes. Lors du recensement de 1885, la ville enregistre déjà 58 résidents de confession juive. Ce nombre reste alors à peu près constant lors des décennies suivantes. Il sera de 56 en 1928.
En 1887, en raison de l'augmentation importante de la population juive à Honnef et d'une diminution de celle de Königswinter, la communauté juive de Honnef devient indépendante. L'éducation religieuse des enfants juifs est organisée et financée au moins à partir de 1922 conjointement avec la communauté juive d'Oberdollendorf. L'école se trouve à Honnef. 
À l'avènement de Hitler en 1933, soixante Juifs vivent à Honnef. Il y a un propriétaire d'une usine de meubles, un grossiste en verrerie, un boucher avec deux magasins, trois marchands de bestiaux. En mars 1933, dès la prise de pouvoir des nazis, la filiale locale des magasins Ehape, ancienne dénomination des magasins Kaufhalle détenus en majorité par la famille de Leonhard Tietz d'origine juive, fait plusieurs fois l'objet de répressions. Les boucheries doivent fermer en avril 1935 sous le prétexte de manque d'hygiène, et un mois plus tard, la famille propriétaire est mise en détention de sureté (Schutzhaft) en raison des menaces pesant sur elle. 
Lors de la nuit de Cristal, la synagogue est incendiée dans l'après-midi du 10 novembre 1938. Au début de la Seconde Guerre mondiale, quinze Juifs vivent encore à Honnef. Ils sont regroupés en mai 1941 dans deux Judenhaus (maisons des Juifs), situées 5 Bergstraße et 22 Rommersdorfer Straße, et en juin 1941, au moins six d'entre eux sont transférés au camp de travail de Much. 
Le Gedenkbuch - Opfer der Verfolgung der Juden unter der nationalsozialistischen Gewaltherrschaft in Deutschland 1933-1945 (Livre commémoratif – Victimes des persécutions des Juifs sous la dictature nazie en Allemagne 1933-1945) répertorient vingt-quatre habitants nés ou ayant vécu longtemps vécu à Honnef parmi les victimes juives du nazisme.

## Histoire de la synagogue
La communauté juive de Honnef devient indépendante en 1887. Elle possède tout d'abord une salle de prière dans une maison privée juive située au 52, Rommersdorfer Straße. À partir de 1897, la communauté prend la décision de bâtir une nouvelle synagogue et acquiert à cet effet en 1898 pour la somme de 1 200 marks un terrain au 9-11 Schülgenstraße. 
Cependant les frais de construction estimés apparaissent rapidement au-delà des moyens de la communauté. En mars 1901, la communauté juive du Siegkreis décide d'acquérir pour un montant de 8 000 marks la chapelle de 80 places, située sur la Linzer Straße, désacralisée après l'achèvement de l'église évangélique. Cette chapelle protestante, construite en 1870, et inaugurée le 26 avril 1871, est transformée en synagogue pour la somme de 1 100 marks.  Le contrat d'achat est signé le 6 septembre 1901. 
Le 9 mai 1902, le haut président de la province de Rhénanie, Berthold von Nasse, approuve une demande du district de Cologne, de financer les coûts à hauteur de 1 189 marks. La demande de permis de construire pour la transformation du bâtiment est déposée le 7 juillet 1902 et le permis est accordé le 18 août. L'architecte de Honnef, Ottomar Stein, est chargé de la conception, de la programmation et de l'exécution des travaux. La transformation consiste à murer l'ancienne entrée de la chapelle et de créer une nouvelle entrée sur le côté sud de l'ancien chœur, d'installer une étoile de David et les Tables de la Loi dans l'ancien portail ogival, et d'effectuer une séparation temporaire entre le chœur et la nef afin de l'utiliser comme salle de classe. L'inauguration solennelle de la synagogue se déroule les 12 et 13 septembre 1902. Les cours de religion pour les enfants de la communauté se déroulent dans la synagogue et à partir de 1922, s'y joindront aussi les enfants juifs d'Oberdollendorf.
La synagogue est détruite le 10 novembre 1938, dans l'après-midi qui suit la nuit de Cristal dans laquelle la plupart des lieux de culte juifs ont été incendiés. En mars 1939, le terrain est aryanisé et son nouveau propriétaire envisage d'y construire une station-service et un garage. Mais en 1943, on y construit un baraquement scolaire pour y accueillir les orphelins évacués de Cologne. Actuellement le terrain est occupé par une station-service,.

## Mémoriaux d'après-guerre
En 1968, la ville de Bad Honnef fait édifier une stèle commémorative dans le cimetière juif toujours existant, situé dans le quartier de Selhof.
Le 10 novembre 1979, lors d'une cérémonie commémorative, une plaque de bronze est fixée sur le mur d'enceinte du terrain, sur la Kirchstraße, à l'emplacement de la synagogue détruite, portant l'inscription suivante en allemand, avec au-dessus la représentation en relief de la synagogue et en dessous d'une Menorah:
« Hier stand n zur Zerstörung durch die Nationalsozialisten
 am 9.11.1938 die Synagoge der jüsdischen Gemeinde Honnef.
(Ici se trouvait jusqu'à sa destruction par les nazis
le 9-11-1938, la synagogue de la communauté juive de Honnef.) »
Le 28 octobre 2005, les premières Stolpersteine (pierres d'achoppement) du sculpteur Gunter Demnig ont été encastrées dans le trottoir de la Linzer Straße à l'intersection  avec la rue  Am Saynschen Hof, à la mémoire de la famille juive Levy déportée en 1942 vers l'est, et dont la maison a été détruite pour le percement de la rue Am Saynschen Hof'.

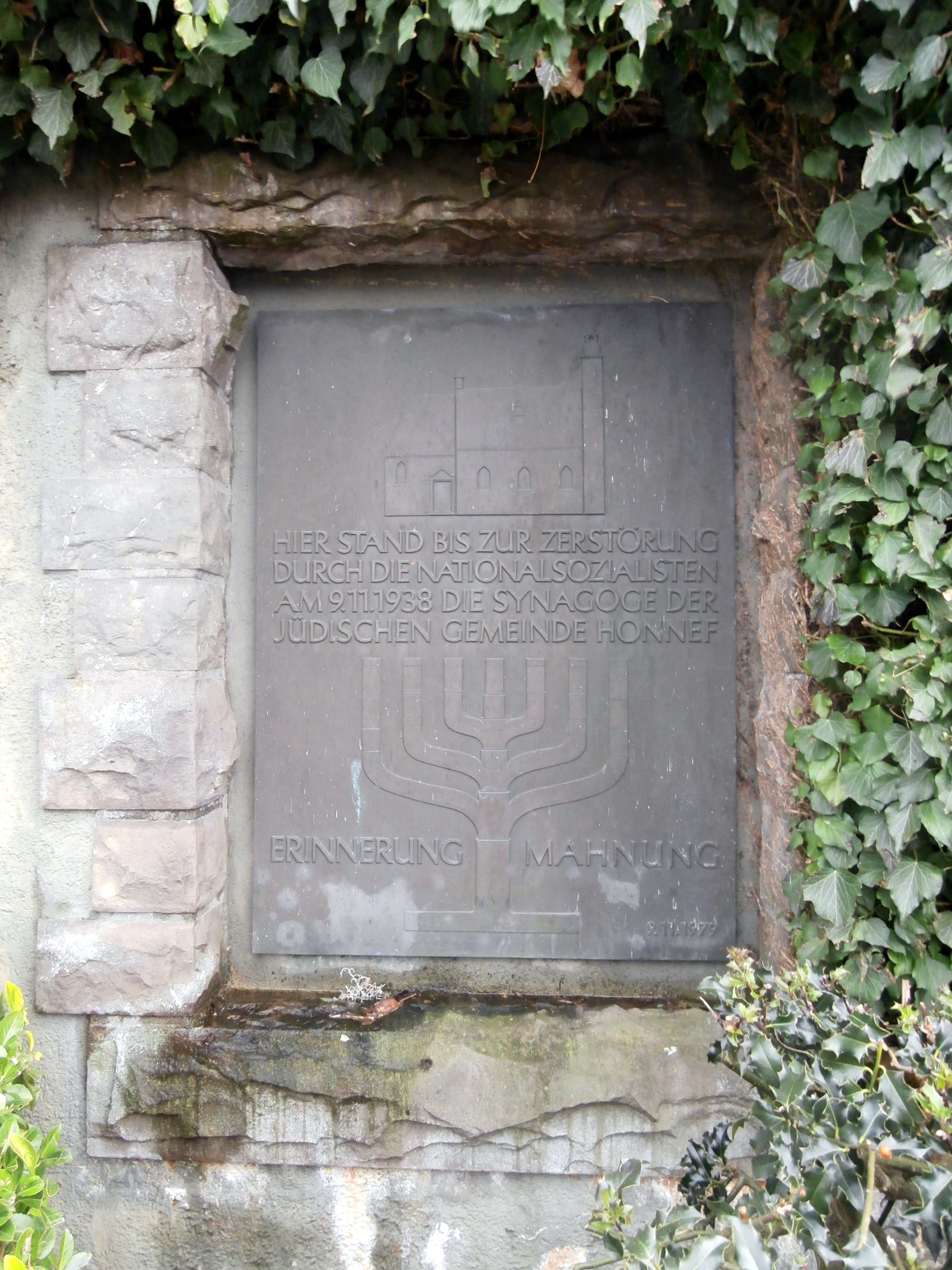
Mémorial à l'emplacement de la synagogue détruite.
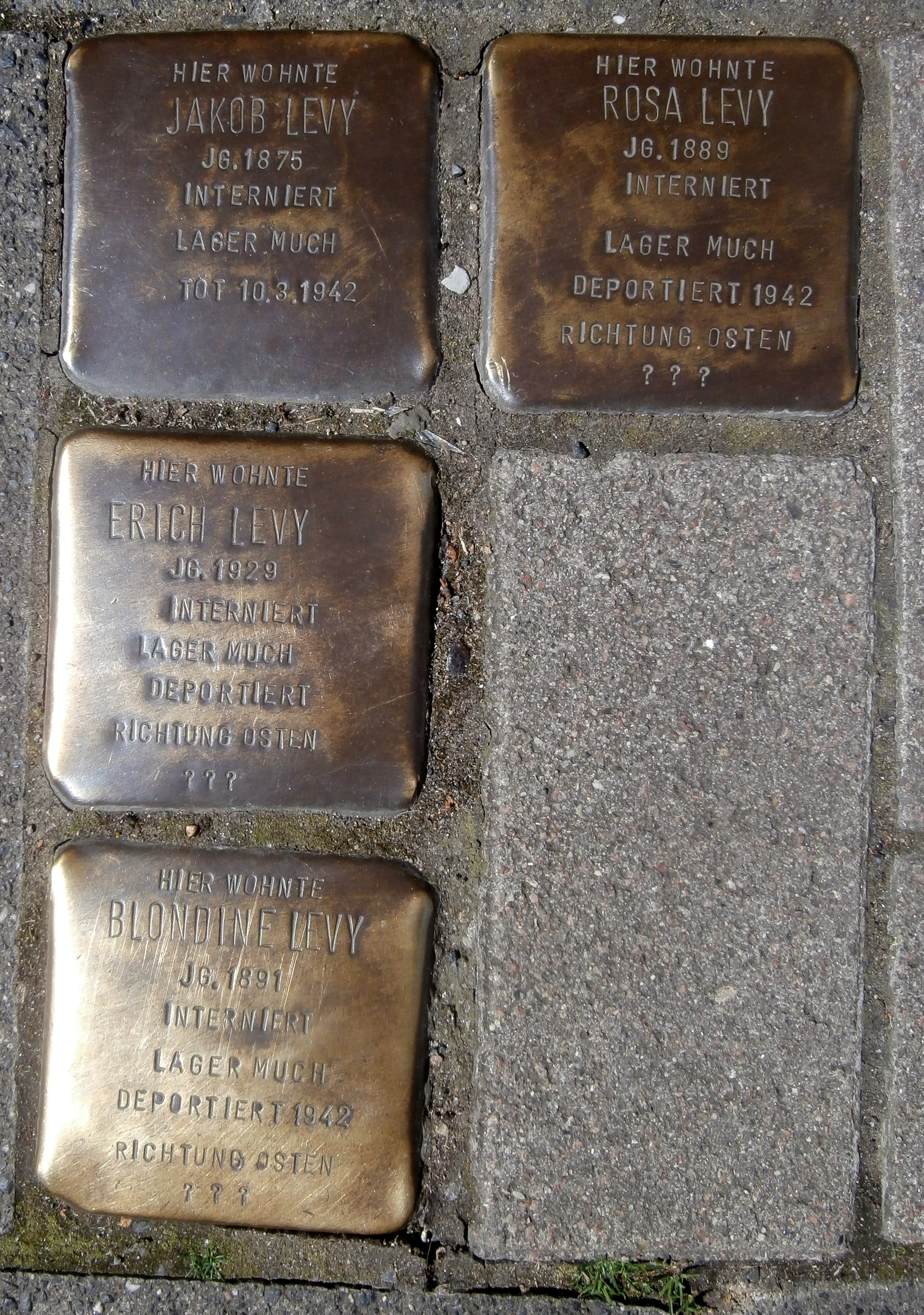
Les Stolpersteine pour la famille Levy sur la Linzer Straße.